# Urgleptes hummelincki
Urgleptes hummelincki är en skalbaggsart som beskrevs av Gilmour 1968. Urgleptes hummelincki ingår i släktet Urgleptes och familjen långhorningar.
Artens utbredningsområde är Aruba. Inga underarter finns listade i Catalogue of Life.